# Cladogênese
A cladogênese corresponde a um processo evolutivo que gera ramificações nas linhagens de organismos ao longo de sua história evolutiva e implica obrigatoriamente em especiação biológica. Portanto, as novas espécies se formam por irradiação adaptativa, isto é, a partir de grupos que se isolam da população original e se adaptam a diferentes regiões. Depois de longo tempo de isolamento, as populações originam novas espécies.
A especiação é o processo pelo qual uma espécie divide-se em duas, que, então, evoluem em diferentes linhagens. 
A etapa crítica na formação de uma nova espécie é a separação do conjunto gênico da espécie ancestral em dois conjuntos separados. Subsequentemente, em cada conjunto gênico isolado, as frequências dos genes podem mudar como resultado das ações de forças evolutivas. Durante esse período de isolamento, se diferenças significativas forem acumuladas, as duas populações podem não mais trocar genes se voltarem a ocupar o mesmo espaço.
Surge então, uma barreira entre as duas espécies que advêm da espécie primitiva e em isolamento uma da outra, elas se desenvolvem ao meio em que vivem, e nesse contexto de reprodução tanto sexuada quanto assexuada se reproduzem tornando espécies mais evoluídas.